# San Martín Athletic Buenos Aires
San Martín Athletic Club – argentyński klub piłkarski z siedzibą w mieście San Martín wchodzącym w skład zespołu miejskiego Buenos Aires.

## Historia
Klub San Martín Athletic założony został w 1901 roku. W 1905 roku klub uzyskał awans do pierwszej ligi. W swoim pierwszoligowym debiucie w 1906 roku San Martín Athletic spisał się bardzo dobrze i zajął 2 miejsce w grupie A (czyli łącznie 3-4 miejsce). Później było dużo gorzej - przedostatnie 10 miejsce w 1907 roku i ostatnie 10 miejsce w 1908 roku, które oznaczało spadek z pierwszej ligi. Klub San Martín Athletic nigdy już nie zdołał wrócić do najwyższej ligi Argentyny.
Klub San Martín Athletic w ciągu trzech sezonów spędzonych w pierwszej lidze rozegrał 48 meczów (w tym 11 zwycięstw, 5 remisów i 32 porażki) i uzyskał 27 punktów. Klub zdobył 57 bramek i stracił 121 bramek.